# Новосергіївка (Покровський район)
Новосергі́ївка — село Удачненської селищної громади Покровського району Донецької області, в Україні. У селі мешкає 362 людей.

## Загальні відомості

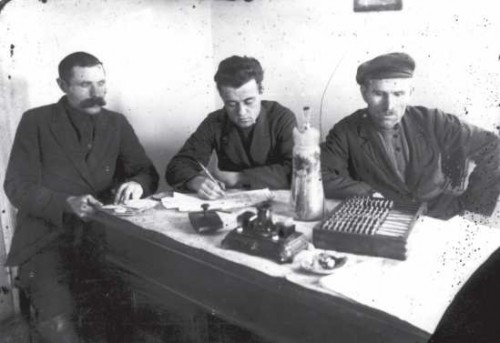
Засідання комітету бідноти по питанню колективної обробки землі 1930-1933

Відстань до райцентру становить близько 21 км і проходить автошляхом місцевого значення.
Землі села межують із територією с. Новопідгородне Межівського району Дніпропетровської області.

## Населення
За даними перепису 2001 року населення села становило 362 особи, з них 80,66 % зазначили рідною мову українську, 19,06 % — російську та 0,28 % — білоруську.